# Исаева, Людмила (модель)
Людмила Исаева, Исаева-Малахова (по мужу — Малахова) (род.  1 июня  1969, Москва, СССР) — первая российская (советская) топ-модель, снявшаяся на обложку Vogue.
Людмила Исаева родилась  1 июня 1969 года в Москве. Начинала свою карьеру в московском модельном агентстве «Red Stars» в 1989 году. В том же году Людмила переехала в Париж, где довольно быстро заключает контракт с одним из модельных агентств. Поработав в Париже 2 года, она отправляется в Нью-Йорк по приглашению от одного из ведущих модельных агентств мира — «Elite Model Management».
Во время работы в Нью-Йорке Исаевой стала востребованной моделью, участвовая в модных показах известнейших домов мод, таких как Angelo Tarlazzi, Balmain, Chanel, Christian Dior, Christian Lacroix, Dolce & Gabbana, John Galliano, Lanvin, Sonia Rykiel, Yohji Yamamoto, Yves Saint Laurent и других. Людмила была лицом в рекламных кампаниях Bergdorf Goodman, Christian Dior, Guerlain, Guy Laroche Haute Couture, Escada, Laurèl, MaxMara, Perry Ellis, Shiseido, Valentino Haute Couture, Yves Saint Laurent.
В 1990 году, Людмила Исаева становится первой советской (российской) моделью на обложке журнала Vogue, появившись на ноябрьском выпуске Vogue Paris. Кроме того она два раза украшала обложки испанского Vogue, немецкого ELLE и британского Marie Claire.
Живя в Нью-Йорке, Людмила познакомилась с хоккеистом Владимиром Малаховым, который на тот момент выступал в НХЛ за клуб Нью-Йорк Айлендерс (1992—1995), и приняла решение оставить карьеру успешной модели ради создания семьи. Поженившись, в 1995 году Людмила и Владимир переехали в Монреаль, где мужу предложили выступать за клуб Монреаль Канадиенс. Вскоре у них родились двое детей (сын и дочь).
Сейчас Исаева и Малахов проживают в Майами, штат Флорида. Людмила полностью посвятила себя семье, а Владимир, закончив профессиональную карьеру хоккеиста в 2006 году, занимается частным бизнесом.